# کدیرسر
کدیرسر، روستایی است از توابع بخش مرکزی شهرستان نور در استان مازندران ایران.
کدیرسر روستایی با چشم اندازی بسیار زیبا در رده ۵ روستای نخست از نظر زیبایی شناختی میباشد .این روستا اکنون بالغ بر ۸۰ خانوار جمعیت دارد که در سال ۹۸ یک مسجد بسیار مجلل به همکاری  آقای محمد علی انصاری و کمک اهالی روستا بنا شد ، 
تنوع بسیار نادر گونه های جانوری نیز در این منطقه توجه گردش گران را به خود جلب نموده است.
در خرداد ۹۸ سانحه آتش سوزی در روستا موجب  ورود خسارت به چند ویلا شد

## جمعیت
این روستا در دهستان میان‌بند قرار دارد و براساس سرشماری مرکز آمار ایران در سال ۱۳۸۵، جمعیت آن ۶۱ نفر (۲۰خانوار) بوده‌است.